# Charlotte Caslick

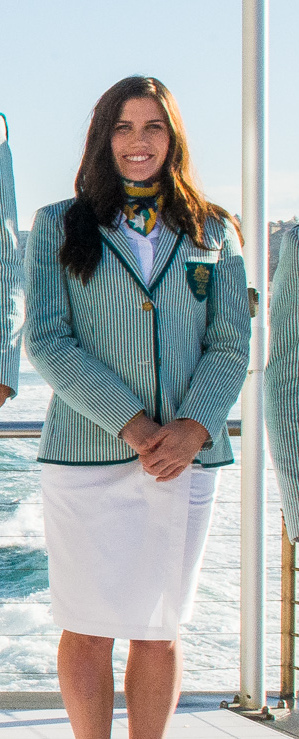
Charlotte Caslick

Charlotte Caslick (9 de março de 1995) é uma ruguebolista de sevens australiana, campeã olímpica.

## Carreira
Caslick integrou o elenco da Seleção Australiana Feminina de Rugby Sevens medalha de ouro nos Jogos Olímpicos Rio 2016, ela fez sete tries.